# DDH-981 최영
DDH-981 최영(崔瑩)은 대한민국의 충무공이순신급 구축함급의 제6번함이다. 한국형 다목적 구축함 도입 사업인 KDX(Korea Destroyer eXperiment)-Ⅱ 계획에 따라 만들어진 4,500톤급 헬기 구축함(DDH)이다. 함 옆에 981이라는 번호가 붙어 있다. 충무공 이순신급은 대한민국 해군 최초의 방공 구축함이자 원거리 작전 능력을 보유한 차세대 주력 구축함으로 고려의 장군이었던 최영의 이름으로 함명을 정하였다.

## 역사
2006년 10월 20일 울산 현대중공업에서 진수 되어 2007년 9월말 경에 대한민국 해군에 인도되고 실전 배치 되었으며 2008 9월 4일 취역하였다.
2010년 12월 29일 청해부대 6진으로 소말리아에 해역에 파견되었으며 해군특수전여단과 함께 아덴 만 여명 작전을 펼쳐 소말리아 해적에 납치된 삼호 주얼리호의 선원들을 구출하였다.이 과정에서 삼호 주얼리호 석 선장이 해적들이 쏜 총에 맞아 중상을 입었지만 한국인 7명과 외국인 13명 등 다른 선원들은 모두 안전하게 구출됐다. 작전 과정에서 소말리아 해적 8명을 사살하고 다른 해적 5명을 생포했다.
2011년 리비아 반정부 시위로 인해 청해부대 소속으로 아덴만에서 임무 수행 중에 있던 최영함은 교민 철수를 돕기 위해 리비아로 파견되었다.

## 함의 특징

#### 수직 발사장치
충무공 이순신급 3번함까지 설치된 Mk.41 VLS(미국에서 만들어짐)가 4번 왕건함부터는 왼쪽에 설치되고 오른쪽 공간은 비워둔 채로 진수식이 열렸다. 오른쪽 공간은 한국형 VLS 24셀이 설치될 예정이다. 16셀에는 대한민국형 토마호크인 천룡 순항 미사일이, 나머지 8셀에는 홍상어 대잠 미사일 탑재된다. 현재, 강감찬함이 한국형 VLS까지 모두 설치되었는지는 확실하지 않다.

#### 천룡 순항 미사일
천룡 순항 미사일(현무-III)은 대한민국이 독자 개발 완료한 토마호크형 순항 미사일로 대한민국의 국방과학연구소(ADD)가 10여 년 만에 개발을 완료하였다.
지상에서 50∼100m 정도의 고도를 유지하며 빠른 속도로 비행하기 때문에 적군이 요격하기 힘들고, 관성 항법 장치와 지형영상대조항법 체계를 갖추고 있어 오차범위가 3m 이내일 정도로 정확성이 높은 것으로 알려졌다.

#### KDCOM-II 전투 관리 시스템
KDCOM-II 전투 관리 시스템은 영국 해군의 23형 프리깃에 사용된 SSCS 전투 관리 시스템을 개량한 것이다. 22형 프리깃에서 발전된 23형 프리깃은 영국 해군이 현재 사용중인 프리깃함으로 듀크급 이라고 불린다. 1987년 7월 11일 1번함 노포크함이 진수되었다. 마지막 16번함 세인트 알반스함이 2000년 5월 6일 진수되었다. 1번함 노포크함, 4번함 매리보로함, 12번함 그래프톤함이 칠레 해군에 중고로 판매되었으며, 현재 13척이 영국 해군에서 사용 중이다.

## 같이 보기
- 한국형 구축함